# 1-Oktakozanol
1-Oktakozanol (n-oktakozanol, oktakozil alkohol, klujitil alkohol, montanil alkohol) alifatični alkohol pravog lanca sa 28 ugljenika. On je primarni masni alkohol koji je prisutan u biljnom vosku. Oktakozanol se takođe javlja u pšeničnim klicama.

## Hemija
Oktakozanol nije rastvoran u vodi, ali je rastvoran u alkanima niske molekulske težine i u hloroformu.

## Biološka dejstva
Oktakozanol je glavni sastojak polikozanola. On ima više farmakoloških dejstava, i potencijalno može da bude koristan u tretmanu Parkinsonove bolesti.